# Where the Wild Things Are (Album)
Where the Wild Things Are ist ein Livealbum des US-amerikanischen Rockmusikers Steve Vai. Es erschien im Juni 2009 unter seinem eigenen Label Epic Records.

## Trivia
Das Album wurde während der Sound Theories Vol. I & II Welttournee in Minneapolis aufgenommen. Die über 160-minütige Setlist beinhaltete neue Stücke und orchestrierte Stücke aus Vais Katalog. Die DVD wurde gleichnamig veröffentlicht.

## Rezeption
Die Musikwebsite Allmusic vergab 3,5 von 5 möglichen Sternen für das Album. Allmusic-Kritiker Jason Lymangrover beschrieb Vais Darbietung als emotionales, fehlerloses und jenseitiges Gitarrenspiel.

## Titelliste
Alle Songs wurden von Steve Vai komponiert.

### CD
1. Paint Me Your Face
2. Now We Run
3. Oooo
4. Building The Church
5. Tender Surrender
6. Band Intros
7. Fire Wall
8. Freak Show Excess
9. Die To Live
10. All About Eve
11. Gary 7
12. Treasure Island
13. Angel Food
14. Taurus Bulba
15. Par Brahm

### DVD/Blu-ray
1. Paint Me Your Face
2. Now We Run
3. Oooo
4. Building the Church
5. Tender Surrender
6. Band Intros
7. Firewall
8. The Crying Machine
9. Shove the Sun Aside
10. I’m Becoming
11. Die to Live
12. Freak Show Excess
13. Apples in Paradise
14. All About Eve
15. Gary 7
16. Beastly Rap
17. Treasure Island
18. Angel Food
19. Earthquake Sky
20. The Audience Is Listening
21. The Murder
22. Juice
23. Whispering a Prayer
24. Taurus Bulba
25. Liberty
26. Answers
27. For the Love of God

- Band Interviews
- Behind-the-Scenes
- Ibanez Jemini Distortion Demo

## Verkäufe
| Land                      | Zertifikation | Verkäufe |
| ------------------------- | ------------- | -------- |
| Vereinigte Staaten (RIAA) | Gold          | +50.000  |
| Kanada (Music Canada)     | Gold          | +40.000  |

## Where the Other Wild Things Are
Die Pre-order Bestellungen der CD und DVD sowie die ersten 400 Blu-ray Bestellungen erhielten Zugang zu einem kostenlosen Download eines Zusatzalbums namens Where the Other Wild Things Are, verfügbar als MP3 und WAV Dateien. Die Bonus-CD enthält die Songs, die zwar auf der DVD veröffentlicht wurden, jedoch nicht auf der ursprünglichen CD.

### Rezeption
Die Musikwebsite Allmusic vergab ebenfalls 3,5 von 5 möglichen Sternen für das Bonusalbum. Kritiker Stephen Thomas Erlewine befand, dass es besser gewesen wäre, wenn das komplette Material als Doppelalbum veröffentlicht worden werde, es aber trotzdem sehr gut ist, nun das ganze Werk auf CD zu haben. Musikalisch bewertete Erlewine das Bonusalbum als hochwertig und sah es als Vais Höhepunkt an.

### Titelliste
1. The Crying Machine
2. The Audience Is Listening
3. The Murder
4. Juice
5. Whispering a Prayer
6. Apples in Paradise
7. I’m Becoming
8. Beastly Rap
9. Earthquake Sky
10. Liberty
11. Answers
12. For the Love of God
13. Kiss My Ear